# Vernay (Svizzera)
Vernay (toponimo francese) è stato un comune svizzero del Canton Friburgo, nel distretto della Broye.

## Geografia fisica
Vernay si affacciava sul Lago di Neuchâtel.

## Storia
Il comune di Vernay è stato istituito il 1° gennaio 2006 con la fusione dei comuni soppressi di Autavaux, Forel e Montbrelloz; il 1º gennaio 2017 è stato a sua volta accorpato agli altri comuni soppressi di Bussy, Estavayer-le-Lac, Morens, Murist, Rueyres-les-Prés e Vuissens per formare il nuovo comune di Estavayer.

## Geografia antropica

### Frazioni
Le frazioni di Vernay erano:
- Autavaux[4]
- Forel[5]
  - Les Planches
- Montbrelloz[6]